# Baburen
Baburen (Fries: Beabuorren) is een buurtschap ten noordwesten van Tjerkwerd in de gemeente Súdwest-Fryslân, in de Nederlandse provincie Friesland. De bebouwing van de buurtschap ligt aan twee parallel lopende landweggetjes westelijk van de N359 (Bolswarderweg). Beide landweggetjes hebben de naam Baburen.

## Geschiedenis
De plaats werd in 1529 geschreven als to Baeburen, in 1537 als Baebuiren, in 1664 Babuyren en vanaf de 19e eeuw Baburen.
De plaatsnaam duidt in ieder geval op een dichtbij elkaar gelegen nederzetting (buren). Wat het eerste element van de plaatsnaam duidt is onduidelijk. Men denk aan de persoonsnaam Ba(e). Ook wordt gedacht dat verwijst naar bagger verwijst, al wordt dat niet het meest waarschijnlijke geacht. Een andere duiding zou kunnen wijst op het woord baat, als in een voordeel.
De buurtschap groeide in de loop van 19e en 20ste eeuw. Tot 2011 lag Baburen in de voormalige gemeente Wonseradeel.

## Molens
Naast de bewoning wordt de buurtschap gekenmerkt door een windturbinepark Wynpark Beabuorren, een lokaal opgezet en beheerd windmolenpark.  Aan de Babuursteropvaart staat de Babuurstermolen die naar het noorden in de Makkumervaart bij Bolsward uitmondt.
Steden: Bolsward · Hindeloopen · IJlst · Sneek · Stavoren · Workum

Dorpen en gehuchten: Abbega · Allingawier · Arum · Blauwhuis · Bozum · Breezanddijk · Britswerd · Burgwerd · Cornwerd · Dedgum · Deersum · Edens · Exmorra · Ferwoude · Folsgare · Gaast · Gaastmeer · Gauw · Goënga · Greonterp · Hartwerd · Heeg · Hemelum · Hennaard · Hichtum · Hidaard · Hieslum · Hommerts · Idsegahuizum · IJsbrechtum · Indijk · It Heidenskip · Itens · Jutrijp · Kimswerd · Kornwerderzand · Koudum · Kubaard · Loënga · Lollum · Longerhouw · Lutkewierum · Makkum · Molkwerum · Nijhuizum · Nijland · Offingawier · Oosterend · Oosterwierum · Oosthem · Oppenhuizen · Oudega · Parrega · Piaam · Pingjum · Poppingawier · Rauwerd · Rien · Roodhuis · Sandfirden · Scharl · Scharnegoutum · Schettens · Schraard · Sijbrandaburen · Terzool · Tirns · Tjalhuizum · Tjerkwerd · Uitwellingerga · Waaxens · Warns · Westhem · Wieuwerd · Witmarsum · Wolsum · Wommels · Wons · Woudsend · Zurich

Buurtschappen: Abbegaasterketting · Anneburen · Arkum · Atzeburen · Baarderburen · Baburen · Bernsterburen · De Bieren · De Blokken · De Hel · De Grits · De Kat · De Klieuw · De Polle · De Wieren · Dijksterburen · Doniaburen · Draaisterhuizen · Driehuizen · Eemswoude · Engwerd · Engwier · Exmorrazijl · Feyteburen · Flansum · Galamadammen · Gooium · Grauwe Kat · Grote Wiske · Grotewierum · Harkezijl · Hayum · Hemert · Hidaarderzijl · Hoekens · Hornsterburen · Idzega · Idserdaburen · Indijk (Bozum) · Jet · Jonkershuizen · Jousterp · Jouswerd · Kampen · Kleine Gaastmeer · Kleine Wiske · Kleiterp · Kooihuizen · Koufurderrige  · Kromwal · Koudehuizum · Laaxum · Laad en Zaad · Lippenwoude · Lytshuizen · Makkum (Bozum) · Meilahuizen · Montsamaburen · Nijeburen · Nijeklooster · Nijezijl · Oosthem (Witmarsum) · Osingahuizen · Piekezijl · Remswerd · Rijtseterp · Scharneburen · Schrok · Sieswerd · Sjungadijk · Smallebrugge · Sotterum · Speers  · Strand · Swaanwerd · Swarte Beien · Tsjerkebuorren · Vierhuizen · Viersprong · Vijfhuis · Vissersburen  · Het Vliet· Westerlittens · Wolsumerketting · Wonneburen · Ypecolsga

 Voormalige buurtschappen: Aaksens · Angterp · De Band · Barsum · De Bird · Bittens · Bloemkamp · Bootland · Bovenburen · Doniawier · Goëngamieden · Hiddum · Houw · Knossens · De Nes · Ottenburen · Sandfirderrijp · Slijp · Spijk · De Weeren 

Friesland: Steden en dorpen      Nederland: Provincies · Gemeenten